# Johann Haderer
Johann Haderer (* 26. Dezember 1860 in Neukirchen am Walde, Oberösterreich; † 3. Februar 1922 in Waldkirchen am Wesen, Oberösterreich) war ein österreichischer Bauer und Politiker.

## Leben
Der Bauernsohn Haderer heiratete und wurde Besitzer des Steiningergutes in Mühlberg, Gemeinde Waldkirchen.

## Politik
Haderer betätigte er sich rege auf wirtschaftlichem, kulturellem und politischem Gebiet. Unter anderem war er Ausschussmitglied des Landeskulturrates, Gründer und Obmann der Raiffeisenkasse Waldkirchen, Bezirksobmann der Genossenschaft der Landwirte, Gründungsmitglied des Oberösterreichischen Bauernbundes sowie Mitglied des Ortsschulrates und des Bezirksschulrates. Er bemühte sich auch um die Erweiterung der örtlichen Pfarrkirche.
Zwischen 1891 und 1918 war er Bürgermeister von Waldkirchen und zwischen 1906 und 1918 Mitglied des Landtages und anschließend 1918/1919 der Provisorischen Landesversammlung Oberösterreich für die Christlichsoziale Partei.

## Auszeichnungen
- Goldenes Verdienstkreuz (1917)
- Ehrenbürger von Waldkirchen (1917)
- Bischöflicher Ehrenrat (1918)